# جائزة بلجيكا الكبرى 1998
جائزة بلجيكا الكبرى 1998 هو سباق فورمولا 1 أقيم بتاريخ 30 أغسطس 1998 في حلبة دي سبا فرانكورشومب. كان الثالث عشر من أصل 16 في بطولة العالم لسباقات الفورمولا واحد موسم 1998. حلّ البريطاني دايمون هيل أولا بينما جاء الألماني رالف شوماخر في المركز الثاني وحصل على المركز الثالث الفرنسي جان إليزي.

## وصلات خارجية
- الموقع الرسمي